# ایستگاه متروی شهید مفتح
ایستگاه متروی شهید مفتح، یکی از ایستگاه‌های متروی تهران است که در خیابان شهید مفتح (نام پیشین: خیابان روزولت) تهران واقع شده‌است. این ایستگاه در خط یک مترو تهران واقع شده‌است.